# Ich brauche dich
Ich brauche dich é um filme de comédia produzido na Alemanha em 1944, dirigido por Hans Schweikart e com atuações de Marianne Hoppe, Willy Birgel e Paul Dahlke.